# Campionati del mondo di ciclismo su pista 2013 - Scratch femminile
La gara di scratch femminile ai Campionati del mondo di ciclismo su pista 2013 si svolse il 22 febbraio 2013 su un percorso di 40 giri, per un totale di 10 km. Fu vinta dalla polacca Katarzyna Pawłowska, che completò la prova in 12'45"016 alla media di 47,057 km/h.

## Podio
| Pos.    | Atleta              | Nazionalità |
| ------- | ------------------- | ----------- |
| Oro     | Katarzyna Pawłowska | Polonia     |
| Argento | Sofía Arreola       | Messico     |
| Bronzo  | Evgeniya Romanyuta  | Russia      |

## Risultati
| Posizione | Atleta              | Nazione       | Gap in giri |
| --------- | ------------------- | ------------- | ----------- |
| 1         | Katarzyna Pawłowska | Polonia       |             |
| 2         | Sofía Arreola       | Messico       |             |
| 3         | Evgeniya Romanyuta  | Russia        |             |
| 4         | Laurie Berthon      | Francia       |             |
| 5         | Kirsten Wild        | Paesi Bassi   |             |
| 6         | Dani King           | Gran Bretagna |             |
| 7         | Caroline Ryan       | Irlanda       |             |
| 8         | Alžbeta Pavlendová  | Slovacchia    |             |
| 9         | Leire Olaberria     | Spagna        |             |
| 10        | Tetyana Klimchenko  | Ucraina       |             |
| 11        | Giorgia Bronzini    | Italia        |             |
| 12        | Xiao Juan Diao      | Hong Kong     |             |
| 13        | Sarah Inghelbrecht  | Belgio        |             |
| 14        | Katsiaryna Barazna  | Bielorussia   |             |
| 15        | Melissa Hoskins     | Australia     |             |
| 16        | Stephanie Pohl      | Germania      |             |
| 17        | Sarah Hammer        | Stati Uniti   |             |
| 18        | Jarmila Machačová   | Rep. Ceca     |             |